# Sídlo rodiny Spitzer
Sídlo rodiny Spitzer se nachází v Beočinu. Bylo postaveno v roce 1898 rodinou bohatých německých hospodářů, kteří byli jedním z majitelů cementárny Beocin. Projekt ve stylu eklektické architektury  vytvořil architekt Imre Steindl (jehož nejznámějším dílem je budova maďarského parlamentu v Budapešti). Na budově sídla jsou tak patrné prvky mnoha stylů (jako je románský, gotický, renesanční a barokní) včetně secese. Interiér sídla byl vytvořen v duchu maďarské secesní formy usedlých forem. Nejcennější částí interiéru této budovy je centrální hala. Současně s výstavbou sídla byl kolem něj vybudován rozlehlý park. 
Rodina Spitzerů opustila Beočin před začátkem druhé světové války, během ní bylo sídlo využíváno jako německá vojenská velitelská základna, která byla po válce znárodněna. Následně budova sloužila jako sídlo městské knihovny, kulturního centra, ústředí házenkářského klubu, rozhlasové stanice, domova pro válečné invalidy a nakonec luxusní restaurace s ubytováním. Po privatizaci společnosti Podunavlje, ve které působila poslední zmiňovaná restaurace, bylo zařízení opuštěno a od té doby začal jeho prudký úpadek. 
Slavný srbský básník Mika Antić použil část sídla jako svůj ateliér. Jeho častým hostem byl Pero Zubac . 
Sídlo je dnes opuštěno, což se podepisuje na technickém stavu, na budově jsou téměř všechna okna rozbitá a navíc v důsledku silných srážek v zimě roku 2011 se část vstupní verandy zřítila. Sídlo je od 18. června 1997 prohlášeno za kulturní památku. 

## Filmy
| Film                     | Ředitel        | Scénář                                                         | Hlavní role                                                                   | Rok  |
| ------------------------ | -------------- | -------------------------------------------------------------- | ----------------------------------------------------------------------------- | ---- |
| Černá kočka, bílý kocour | Emir Kusturica | Gordan Mihic a Emir Kusturica                                  | Srdjan Todorovic, Bajram Severdan, Branka Katic                               | 1998 |
| Bojovníci                | Brian Haton    | Troy Kennedy Martin                                            | Clint Eastwood, Teli Savalas, Don Ricks                                       | 1970 |
| Chlapec a housle         | Jovan Rancic   | Alenka Rancic a Jovan Rancic                                   | Dobrivoje Drobac, Nebojsa Bakocevic, Dragomir Felba                           | 1975 |
| Snídaně s ďáblem         | Miroslav Antić | Miroslav Antić                                                 | Velimir Bata Zivojinovic, Mira Stupica, Dragomir Bojanic Gidra                | 1971 |
| Vřící město              | Veljko Bulajić | Bruno Barati, Radenko Ostojic, Dragoslav Ilic a Veljko Bulajic | Dragomir Felba, Ilija Dzhuvalekovski, Milena Dravic, Velimir Bata Zivojinovic | 1961 |
| Svatý písek              | Miroslav Antić | Miroslav Antić                                                 | Cedomir Mihajlovic, Tihomir Pleskonjic                                        | 1968 |
| Raná díla                | Želimir Žilnik | Zelimir Zilnik a Branko Vucicevic                              | Milja Vujanovic, Bogdan Tirnanic, Marko Nikolic                               | 1969 |